# Teixoso
Teixoso é uma vila portuguesa, sede da extinta Freguesia do Teixoso do Município da Covilhã, freguesia que tinha 35,63 km² de área e 4 360 habitantes (2011), tendo, assim, uma densidade populacional é de 122,4 hab./km².
A povoação de Teixoso foi elevada à categoria de vila em 1928.
A Freguesia de Teixoso foi extinta em 2013, no âmbito de uma reforma administrativa nacional, tendo sido agregada à freguesia de Sarzedo, para formar uma nova freguesia denominada União das Freguesias de Teixoso e Sarzedo da qual é a sede.

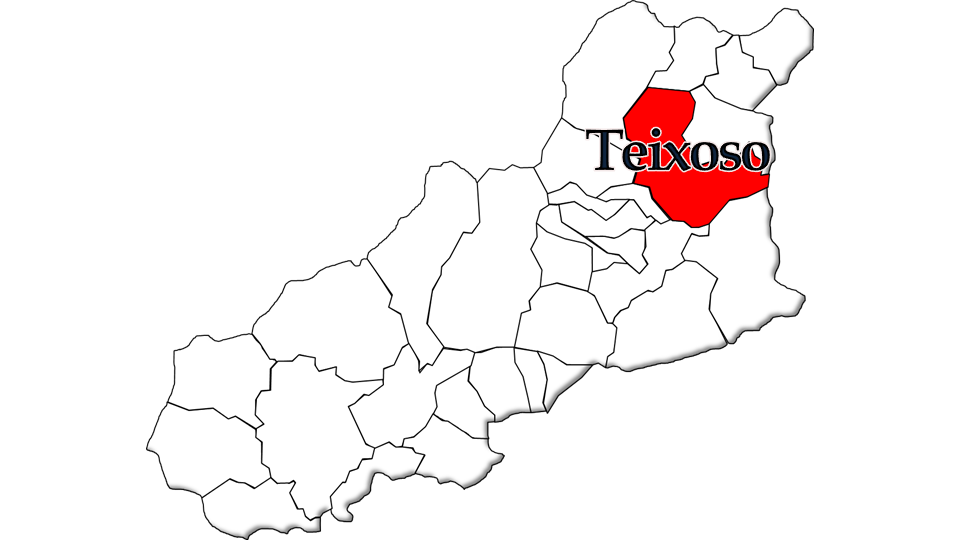
Localização no Município de Covilhã

## População
| População da freguesia de Teixoso | População da freguesia de Teixoso | População da freguesia de Teixoso | População da freguesia de Teixoso | População da freguesia de Teixoso | População da freguesia de Teixoso | População da freguesia de Teixoso | População da freguesia de Teixoso | População da freguesia de Teixoso | População da freguesia de Teixoso | População da freguesia de Teixoso | População da freguesia de Teixoso | População da freguesia de Teixoso | População da freguesia de Teixoso | População da freguesia de Teixoso |
| --------------------------------- | --------------------------------- | --------------------------------- | --------------------------------- | --------------------------------- | --------------------------------- | --------------------------------- | --------------------------------- | --------------------------------- | --------------------------------- | --------------------------------- | --------------------------------- | --------------------------------- | --------------------------------- | --------------------------------- |
| 1864                              | 1878                              | 1890                              | 1900                              | 1911                              | 1920                              | 1930                              | 1940                              | 1950                              | 1960                              | 1970                              | 1981                              | 1991                              | 2001                              | 2011                              |
| 2 359                             | 2 587                             | 3 934                             | 3 170                             | 3 601                             | 3 335                             | 3 522                             | 3 764                             | 4 075                             | 4 297                             | 3 751                             | 4 076                             | 3 742                             | 4 415                             | 4 360                             |

Com lugares desta freguesia foi criada, pela Lei nº 24/97, de 12 de Julho, a freguesia de Canhoso (Fonte:INE)

## História
Situada nas abas da Serra da Estrela, Teixoso encontra-se a cerca de 8 km da sede do concelho. É constituída pelo núcleo da vila e suas anexas: Borralheira, Terlamonte, Gibaltar e Atalaia.
Define-se como um estreito elo entre os concelhos da Covilhã e Belmonte.
O povoamento da localidade começou na época romana. Alguns vestígios desse período foram encontrados há alguns anos no território. Responsável pelo seu repovoamento, depois das algariadas mouriscas, foi D. Sancho I, que em 1186 doou estas terras à Covilhã. Teixoso é referido nas Inquirições de 1396 sob o nome de Teixuso, um topónimo que tem sentido geográfico e que vem da palavra teixo.
O grande número de teixos existentes outrora nesta região deu origem ao nome da vila, sendo o teixo uma árvore frondosa que existiu numa das entradas principais da povoação, conservando-se actualmente, um exemplar na Quinta de São João.
Em termos administrativos, a freguesia foi elevada a vila em 8 de Março de 1928, graças ao desenvolvimento até então alcançado.
Quanto à instituição paroquial, terá ocorrido por volta do século XIII.
(in freguesias da C. M. da Covilhã)

## A origem do nome
A palavra "Teixoso" deriva de Teixo (árvore frondosa que existiu outrora numa das entradas principais da povoação).

## Um pouco de história
O Teixoso é uma vila pelo seu valor agrícola, industrial e pela sua considerável população. Segundo um documento arquivado na Torre do Tombo, é uma povoação antiquíssima.
A justificá-lo, há os achados de colunas, tijolos, canos debaixo da terra e várias sepulturas abertas, a que se atribuem ao tempo dos romanos ou ao tempo em que os Mouros habitavam a Península.
Tem-se pelo menos a certeza de que o repovoamento se deu no reinado de D. Sancho I de Portugal e em 1186 era uma das aldeias da vila aforada, vila esta que era a Covilhã. Foi 1.º Barão do Teixoso, nomeado por decreto de D. Carlos I de Portugal de 12 de novembro de 1891, o teixosense José Ferreira de Pina Calado, que mais tarde foi Presidente da Câmara Municipal da Covilhã em 1914.
Este, de uma família muito rica, teve muita influência na vila. Foi um homem que estudou em Coimbra e o seu irmão, o conselheiro, era o juiz do supremo tribunal de Lisboa. Havia ainda no Teixoso, outra família importante - Os Bernardos -. Estas duas famílias eram rivais. Não tinham os mesmos ideais políticos, nem a mesma banda. Antes e depois da implantação da República, estas disputavam as eleições de uma maneira brusca e agitada. Existiam dois partidos, isto é, o dos Bernardos e o do Sr. Barão. Na altura das eleições havia sempre mortos, até que um dia, em 1910 foi morto um dos Bernardos, o que gerou na terra mais rivalidades. Mas apesar destas rivalidades, a filha do Barão veio a casar com o filho dos Bernardos e foi a partir daqui que as rivalidades acabaram.

## Actividades económicas
- Indústria de Laníficios
- Agricultura
- Pecuária
- Comércio e serviços

## Património
- Igreja matriz
- Monumento nacional do Santo Cristo
- Vestígios arqueológicos de Terlamonte

## Outros locais de interesse turístico
- Quinta de São João
- Nossa Senhora do Carmo
- Capela de St.º António
- Cruz de São Marcos
- Capela de Nª Sr.ª dos Verdes
- Capela de S. Salvador
- Achado arqueológico da Barroca da Lage
- Vestígios de villa romana em Tapadinha

## Feiras
- Mercado (aos Sábados)

## Festas e romarias
- Romaria da Senhora do Carmo (15 de Agosto)
- Santo Antão (Maio)
- Santo António (13 de Junho)
- Nossa Senhora da Saúde (Junho)
- Nossa Senhora dos Verdes (Setembro)
- Nossa Senhora dos Passos (Quaresma)
- S. Salvador (Julho)
- Nossa Senhora de Lurdes (Agosto)
- Nossa Senhora de Fátima (Agosto)

## Gastronomia
- Caldo do forno
- Sopa de grão
- Borelhões
- Arroz de cominhos
- Cabrito à serrana
- Bacalhau à Gomes de Sá
- Papas de carolo
- Filhós
- Panela no forno
- Arroz doce
- Xerovias (espécie de nabo)
- Malapios (variedade de maçã)
- Repenalgos (variedade de maçã)
- Enchidos

## Artesanato
- Trabalhos em fósforos
- Alumínios
- Tapeçarias
- Tecidos
- Pintura de vidros
- Estanhos
- Bordados
- Tapeçarias

## Colectividades
- Associação Adeteixo
- Agrupamento nº 153 do Corpo Nacional de Escutas
- Associação Cultural e Desportiva da Borralheira
- Associação Cultural e Desportiva Jovem Teixo
- Associação Desportiva Cultural e Social de Santo Amaro
- Casa do Benfica de Teixoso
- Clube Desportivo Estrela da Atalaia
- Grupo Desportivo Teixosense
- Núcleo de Todas as Gerações do Teixoso

## Pessoas Ilustres
- D. António da Cunha, 1.º Senhor de Teixoso[5]
- D. Pero da Cunha, 2.º Senhor do Teixoso
- Barão do Teixoso - Título criado por D. Carlos I, rei de Portugal por Decreto de 12 de Novembro de 1891
- Dr. António Bernardo da Fonseca e Cunha - Presidente da Câmara Municipal da Covilhã (1920 -1923)